# Héctor Carretero
Pour les articles homonymes, voir Carretero.
Carretero  Milla est un nom espagnol. Le premier nom de famille, en général paternel, est Carretero ; le second, en général maternel, souvent omis, est Milla.
Héctor Carretero Milla (né le 28 mai 1995 à Madrigueras) est un coureur cycliste espagnol.

## Biographie
Héctor Carretero passe professionnel en 2016 au sein de la formation Movistar, qui évolue dans le World Tour,.
Testé positif au SARS-CoV-2, Carretero, comme ses coéquipiers Roger Adrià et Pau Miquel, est non-partant lors de la onzième étape du Tour d'Espagne 2022.
Il annonce en novembre 2023 mettre un terme à sa carrière professionnelle.

## Palmarès

### Palmarès amateur
- 2013
  - 4ea étape de la Bizkaiko Itzulia[5]
  - 2e de la Cursa Ciclista del Llobregat
- 2014
  - Champion de Castille-La Manche espoirs[6]
  - Mémorial José Vicent Serrano
- 2015
  - Mémorial José María Anza
  - 2e de l'Antzuola Saria
  - 3e du Premio Primavera
- 2016
  - Mémorial Cirilo Zunzarren
  - Clásica Ciudad de Torredonjimeno
  - Mémorial Luis Muñoz
  - 2e étape du Tour de Palencia
  - Circuito Sollube
  - 2e du Tour de Castellón
  - 3e du Tour de Palencia

### Palmarès professionnel
- 2021
  - 2e étape du Tour des Asturies
  - 3e du Trofeo Serra de Tramuntana

### Résultats sur les grands tours

#### Tour d'Italie
2 participations
- 2019 : 88e
- 2020 : 79e

#### Tour d'Espagne
1 participation
- 2022 : non-partant (11e étape)

### Classements mondiaux
| Année                                 | 2017  | 2018  | 2019  | 2020 | 2021 | 2022  |
| ------------------------------------- | ----- | ----- | ----- | ---- | ---- | ----- |
| UCI World Tour                        | 388e  | 388e  |       |      |      |       |
| Classement mondial                    | 1649e | 2348e | 1421e | 697e | 424e | 1936e |
| UCI Europe Tour                       | 1259e | nc    | 964e  | 559e | 350e | 1245e |
|                                       |       |       |       |      |      |       |
| Légende : nc = non classéSource : UCI |       |       |       |      |      |       |